# Pierre Valude
Pierre Valude, né le 21 septembre 1891 à Paris et mort le 27 janvier 1930 à Paris, est un avocat et homme politique français de centre-gauche.

## Biographie
- Député Action républicaine et sociale puis radical-socialiste du Cher de 1919 à 1928 (il tient des quolibets antisémites  contre Georges Mandel en 1920[2]).
- Sous-secrétaire d'État aux Ports, à la Marine marchande et aux Pêches du 23 juin au 19 juillet 1926 dans le gouvernement Aristide Briand (10).

Il est titulaire de la Légion d'honneur et de la Croix de guerre.
Ses cendres se trouvent au columbarium du Père-Lachaise (case no 5202).

## Sources
- « Pierre Valude », dans le Dictionnaire des parlementaires français (1889-1940), sous la direction de Jean Jolly, PUF, 1960 [détail de l’édition]